# HMS Monarch (1868)
Pour les autres navires du même nom, voir HMS Monarch.
Le HMS Monarch est un cuirassé à coque en fer de la Royal Navy. Il est le premier navire de guerre britannique à porter ses canons dans des tourelles et le premier navire de guerre britannique à transporter des canons de calibre 12 pouces (300 mm).

## Construction
Il est conçu par Edward Reed, à une époque où la configuration de base de la conception des cuirassés subit des changements majeurs simultanément dans de nombreux aspects. La voile cède progressivement la place à la vapeur, les coques en bois sont remplacées par du fer, le canon lisse par des canons à obus rayés, des armures de plus en plus lourdes sont montées et il y a une agitation croissante dans les cercles de conception navale pour abandonner l'armement bordé au profit de celui monté dans des tourelles. La conception du Monarch tient donc du compromis.
Après avoir déterminé que le Monarch porterait son artillerie principale dans des tourelles, le Board of Admiralty stipule que, comme il est destiné au service outre-mer et que les machines à vapeur ne sont pas totalement fiables à l'époque, il a un gréement de navire complet et est équipé avec un gaillard d'avant. Reed s'oppose à ce concept, qui a pour effet d'empêcher totalement l'artillerie principale de tirer sous un autre angle que sur les poutres bâbord et tribord. En 1871, Reed déclare au Comité de conception qu'il veut sur un navire à tourelle ni dunette ni gaillard d'avant, et des mâts portant au plus un gréement léger à l'avant ou à l'arrière sur l'axe central au-delà duquel les canons peuvent tirer.
En 1878, il subit un carénage par Messrs. Humphrys, Tennant & Co, Deptford. Le 29 avril, pendant des essais en mer, il s'échoue au large de Sheerness, dans le Kent, évitant une collision avec une goélette. Il est renfloué deux heures plus tard.
La coque du Monarch est similaire aux coques des récents navires cuirassés à flanc large, sauf que ses lignes sont plus fines, avec un rapport longueur/largeur de 5,7 à 1 ; ce rapport sera dépassé par un cuirassé à la construction du HMS Dreadnought avec un rapport de 6 à 1.
En 1890, le Monarch subit une modernisation : il reçoit de nouveaux moteurs à triple expansion et de nouvelles chaudières et atteint 15,75 nœuds (29,169 km/h), moins d'un nœud de mieux que lors de ses premiers essais. Aucune tentative n'est faite pour mettre à jour son armement, bien que les fusils à chargement par la bouche sont alors totalement obsolètes et l'installation de canons à chargement par la culasse n'était pas difficile. À ce moment, il reçoit quatre canons de 12 livres et dix canons de 47 mm modèle 1885 comme défense contre les torpilleurs.
Les quatre fusils à chargement par la bouche de 12 pouces transportés comme armement principal sont logés en deux paires dans deux tourelles centrales sur le pont supérieur, une de chaque côté de l'entonnoir. Ces canons, dont chacun pèse 25 t, peuvent tirer un obus pesant 270 kg avec une vitesse initiale de 421 m/s. Étant situés sur le pont supérieur, à une hauteur de dix-sept pieds au-dessus de l'eau, ils sont sept pieds plus haut que n'importe quelle batterie de la flotte, avec un avantage significatif en termes de portée et de commandement. Contrairement aux anciens navires de défense côtière équipés de tourelles, le pointage se fait à la vapeur. Pour compenser l'incapacité des canons principaux à pointer à l'avant ou à l'arrière, deux canons plus petits de calibre 7 pouces sont à l'avant et un à l'arrière.

## Histoire
Le HMS Monarch est commissionné pour la Channel Fleet à Chatham et y sert jusqu'en 1872. Pendant le service, il traverse l'Atlantique en compagnie de l'USS Plymouth transportant les restes de George Peabody, philanthrope américain, vers les États-Unis pour l'enterrement. Sur le chemin du retour, le navire parcourt en une journée une distance de 242 milles marins (448,184 km), ce qui est inférieur au record établi par le HMS Ocean d'un seul mille marin. Après un radoub, il retrouve la Channel Fleet en 1874. Le 28 novembre 1875, le Monarch entre en collision avec la barque norvégienne Halden à 15 milles marins (27,78 km) au large des Eddystone Rocks. Les deux navires sont gravement endommagés et réparés à Plymouth. En 1876, il est affecté dans la Méditerranée, où il sert jusqu'en 1885, avec un court radoub en 1877. Il est présent et actif lors du bombardement d'Alexandrie en Juillet 1882 sous le commandement du capitaine Henry Fairfax, tirant 125 obus contre les forts égyptiens.
Il part de Malte par peur d'une guerre avec la Russie, mais tombe en panne en cours de route, on ne sait pas où il se trouve pendant quelques jours ; il est finalement retrouvé, remorqué à Malte, rafistolé et renvoyé au Royaume-Uni sous escorte. Après le radoub, il sert à nouveau dans la Manche entre 1885 et 1890. Le 24 décembre 1886, il est heurté dans le Tage par le HMS Minotaur et  gravement endommagée. De 1890 à 1897, il subit une longue modernisation, après quoi il sert dans la garde dans la Simon's Bay jusqu'à la fin de 1902. En juillet 1902, il fait partie d'un groupe de sept navires de la Royal Navy en visite à Zanzibar pour une démonstration de force après la mort du sultan Hamoud ibn Mohammed et l'accession de son fils Ali bin Hamud. En décembre 1902, il stationne à la base navale de Simon's Town. Il est par la suite réduit au statut de navire de dépôt à l'extérieur du Cap, sous le nouveau nom de HMS Simoom ; ramené à la maison en 1904, il est vendu en 1905.